# James Lance

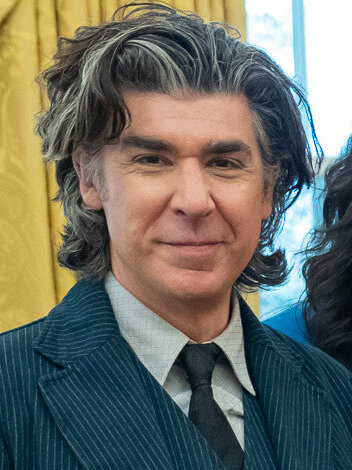
James Lance (2023)

James Frederick Grenville Lance (* 29. September 1975 in Southampton) ist ein britischer Schauspieler.

## Beruflicher Werdegang
Lance studierte Schauspiel an der Londoner Sylvia Young Theatre School. Zu Beginn seiner Karriere verzeichnete er vor allem Kurzauftritte in verschiedenen Fernsehproduktionen und -serien, dabei trat er sowohl im Comedy- als auch ernsten Formaten in Erscheinung. Unter anderem war er dabei in Smack the Pony, Absolutely Fabulous, Being Human, Agatha Christie’s Marple, Inspector Barnaby oder Toast of London zu sehen.
2006 gehörte Lance als Léonard-Alexis Autié zum Cast von Marie Antoinette, zwei Jahre später spielte er „Phil Danielson“ in Bronson, der britischen Filmbiografie Charlie Bronsons. Weitere spätere Filmprojekte schließen Bel Ami (2012) und Der Buchladen der Florence Green (2017) ein. 
Weitergehende Bekanntheit erlangte Lance durch die über den Streamingdienst Apple TV+ zwischen 2020 und 2023 ausgestrahlte Serie Ted Lasso, wo er als Figur „Trent Crimm“ zunächst eine Gastrolle innehatte und ab der finalen 3. Staffel zum Hauptcast gehörte. Bei den Screen Actors Guild Awards 2021 war er als Teil des Ensembles nominiert sowie 2022 bei der Primetime-Emmy-Verleihung 2022.
Seit 2016 ist Lance mit der Produzentin Kate Quilton verheiratet, mit der er einen Sohn hat.

## Filmografie (Auswahl)
- 2024: Der Salzpfad (The Salt Path)